# All Hallows’ Eve
All Hallows’ Eve to amerykański film grozy z 2013 roku, napisany i wyreżyserowany przez Damiena Leone, w Polsce znany alternatywnie jako Cukierek albo psikus.

## Fabuła
Wieczór halloween. Opiekunka do dzieci znajduje tajemniczą kasetę VHS z krótkimi filmami grozy. Głównym bohaterem wszystkich z nich jest morderczy klaun.

## Obsada
- Katie Maguire − Sarah
- Mike Giannelli − klaun Art
- Catherine A. Callahan − Caroline
- Marie Maser − kobieta
- Kayla Lian − Casey
- Cole Mathewson − Timmy
- Sydney Freihofer − Tia
- Robyn Kerr − Dawn

## Sequel
Sequel filmu, All Hallows’ Eve 2, miał swoją premierę w październiku 2015 roku. W 2017 wydano spin-off, Terrifier.